# Materiale a cambiamento di fase

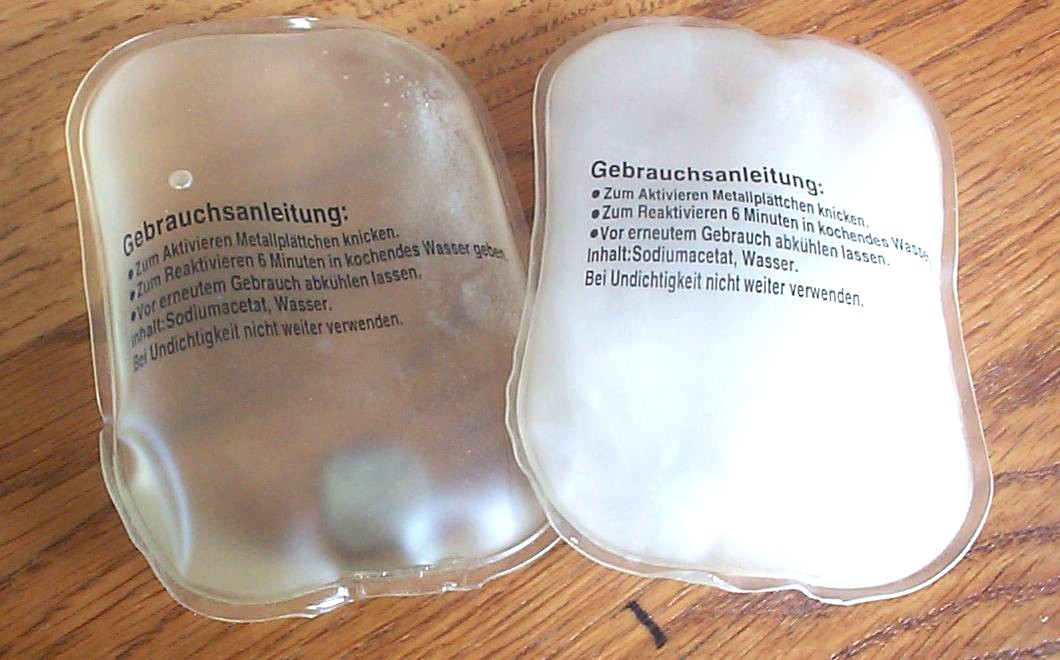

I materiali a cambiamento di fase o PCM (Phase-change material ), tra i quali compaiono sali o paraffine inglobate caratterizzate da differenti temperature di fusione, sono materiali che permettono di accumulare notevoli quantità di calore mantenendo una temperatura costante.
Questo loro comportamento può essere utile soprattutto nel settore dell'edilizia; in fase estiva, infatti, è possibile incrementare l'inerzia termica all'interno di un ambiente mediante l'accumulo durante il giorno di calore (da restituire all'ambiente esterno durante la notte), mentre in fase invernale il calore accumulato può essere restituito negli ambienti interni.